# Exosquad (jeu vidéo)
Exosquad est un jeu vidéo d'action sorti en 1995 sur Mega Drive. Le jeu a été développé par Novotrade et édité par Playmates Interactive Entertainment.
Le jeu s'inspire de la série d'animation Exosquad.